# تيران (جزيرة)
جزيرة تيران (وتذكرها بعض المصادر باسم ثيران) هي جزيرة صخرية صغيرة تحت إدارة مصر مؤقتاً لحين الإعلان عن إتمام تسليمها إلى السعودية. وهي غير مأهولة بالسكان، تقع في مدخل مضيق تيران الذي يفصل خليج العقبة عن البحر الأحمر وتبلغ مساحتها 61.5 كم² وتبعد عن جارتها جزيرة صنافير بحوالي 2.5 كم. الجزيرة إدارياً في خضم انتقالها من التبعية لمصر لتصير للمملكة العربية السعودية بناءً على اتفاقية تعيين الحدود البحرية الموقعة بين البلدين في 8 أبريل 2016 والتي أقرت بتبعية الجزيرة للمملكة العربية السعودية. يتواجد في الجزيرة مطار صغير من أجل تقديم الدعم اللوجستي للقوات متعددة الجنسيات وقوات حفظ السلام التابعة للأمم المتحدة. تمتاز الجزيرة بالجزر والشعاب المرجانية العائمة. وهي أيضاً مقصدٌ لمحبي رياضة الغوص لصفاء مائها وجمال تشكيلاتها المرجانية، وبالرغم من وقوعها في مدخل مضيق تيران إلا أن خطوط الملاحة البحرية تمر من غربها من أمام شرم الشيخ، لأن تشكيل قاع البحر إلى شرقها وجزيرة صنافير القريبة يجعل الملاحة مستحيلة، إلا أنها كانت قديماً نقطة للتجارة بين الهند وشرق آسيا وكان بها محطة بيزنطية لجبي جمارك البضائع.
احتلت إسرائيل الجزيرة عام 1956 ضمن الأحداث المرتبطة بالعدوان الثلاثي ومرة أخرى في الأحداث المرتبطة بحرب 1967 وانسحبت منها عام 1982 ضمن اتفاقية كامب ديفيد. بعد الانسحاب الإسرائيلي عادت الجزيرة إلى الحماية والإدارة المصرية ويتواجد بها حالياً قوات دولية متعددة الجنسيات بحسب اتفاقية كامب ديفيد ومعاهدة السلام المصرية الإسرائيلية ووقوعها في نطاق المنطقة ج خلال فترة الإدارة المصرية.
طالبت المملكة العربية السعودية مصر بتبعية الجزيرة وجارتها صنافير في أكثر من مناسبة، وفي 8 أبريل 2016 وقعت الحكومة المصرية والمملكة العربية السعودية اتفاقية تعيين الحدود البحرية بين البلدين والتي طبقاً لبنودها تقع الجزيرة داخل الحدود البحرية السعودية، في 8 أبريل 2016 وقع البلدان اتفاقية تعيين الحدود البحرية بين مصر والسعودية، والتي أقرت بتبعية الجزيرة وجارتها جزيرة صنافير للمملكة العربية السعودية، وفي 14 يونيو 2017 أقر البرلمان المصري الاتفاقية، ثم صدق عليها الرئيس المصري عبد الفتاح السيسي في 17 يونيو 2017، ونشرت في الجريدة الرسمية في 17 أغسطس 2017. وذلك بعد جدلٍ واسعٍ حول السيادة على الجزيرتين بين البلدين. وبإتمام التصديق والنشر يتبقى فقط تبادل كلا البلدين رسائل التصديق، ومن ثم تدخل الاتفاقية حيز التنفيذ، ثم يتم إخطار الأمين العام للأمم المتحدة وفقاً لأحكام المادة 102 من ميثاق الأمم المتحدة.
إلا أن محكمة القضاء الإداري أصدرت حكمها في 21 يونيو 2016 ببطلان توقيع الاتفاقية، وأيدتها في ذلك دائرة فحصن الطعون بالمحكمة الإدارية العليا بحكمها الصادر في 16 يناير 2017، وقابل هذا المسار القضائي، أحكام قضائية لمسار قضائي موازي، تمثل في حكم محكمة الأمور المستعجلة الصادر في 2 أبريل 2017 بإسقاط أسباب حكم المحكمة الإدارية العليا واستمرار سريان الاتفاقية، وأيدها في ذلك حكم محكمة مستأنف الأمور المستعجلة الصادر في 28 مايو 2017، ما استدعى إصدار رئيس المحكمة الدستورية العليا أمراً وقتياً في 21 يونيو 2017، بوقف تنفيذ كلا الحُكمين للمسارين القضائيين، وذلك لحين الفصل في تنازع الأحكام القضائية. فيما أقر البرلمان المصري الاتفاقية في 14 يونيو 2017، وقام الرئيس المصري عبد الفتاح السيسي بالتصديق عليها في 17 يونيو 2017. ونشرت في الجريدة الرسمية في 17 أغسطس 2017، وفي 3 مارس 2018 قضت المحكمة الدستورية العليا بعدم الاعتداد بجميع الأحكام المتناقضة الصادرة من مجلس الدولة (محكمة القضاء الإداري، المحكمة الإدارية العليا) ومحكمة الأمور المستعجلة، في قضية ترسيم الحدود البحرية بين مصر والسعودية، ما يعني استمرار تطبيق اتفاقية ترسيم الحدود البحرية بين مصر والسعودية وعدم تغير موقفها القانوني.

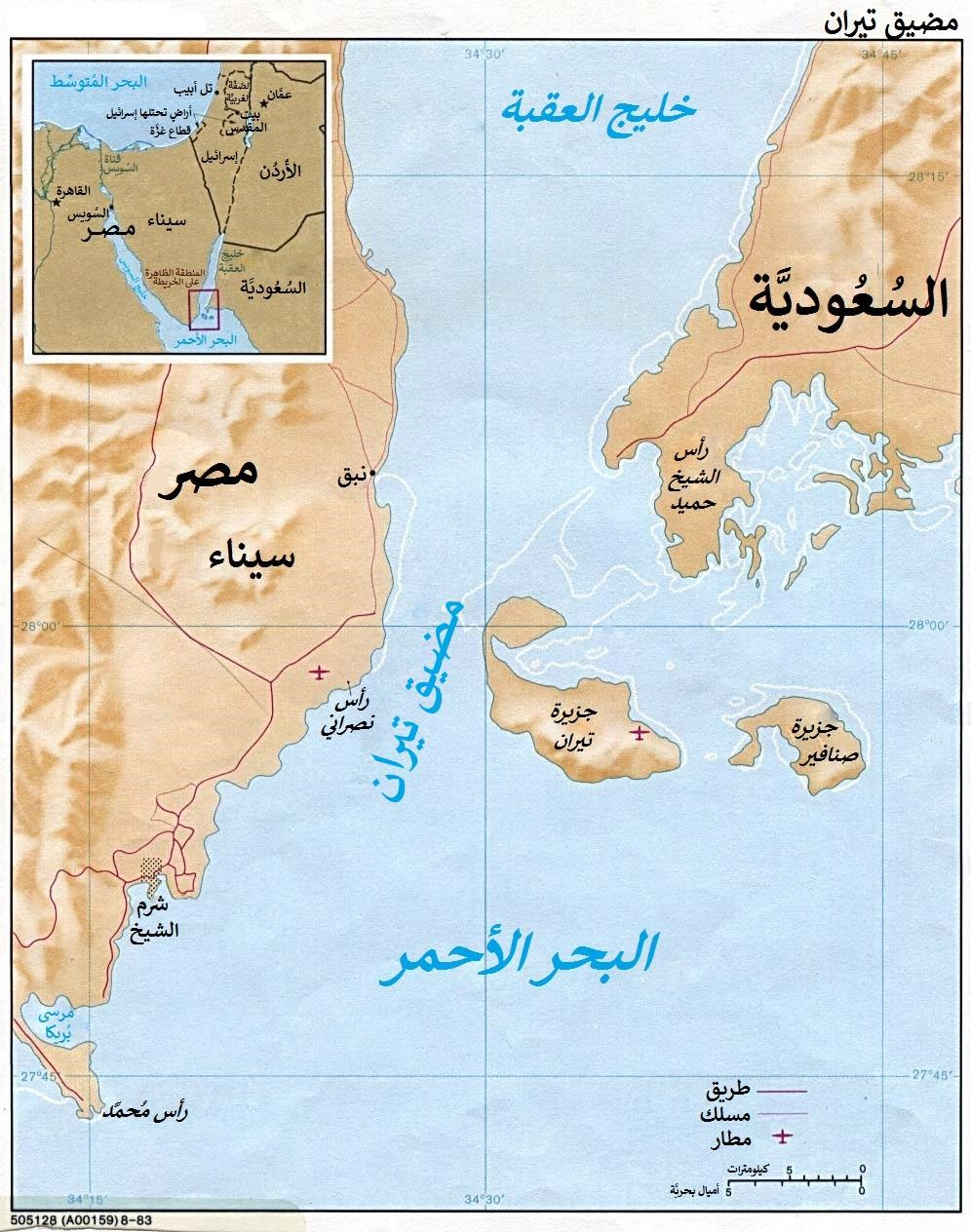
خريطة توضح مضيق تيران وجزيرتي تيران وصنافير بجنوب خليج العقبة والسواحل المصرية والسعودية

## التسمية
اختلفت الآراء حول تسمية الجزيرة، فبعضهم قال إنّ اسمها القديم عند العرب «تاران»، وبعضهم قال إنّ الاسم يعود إلى جمع كلمة «تير» التي تعني في اللهجات العربية موج البحر. بينما هناك رأي آخر يقول بأن أصل الكلمة «ثيران» وهو جمع كلمة «ثور».:321:52:75

## التاريخ
رأى المؤرخ ملخوس الفيلادلفي في تاريخه أن "Iotaba" هي جزيرة تاران، وقال ياقوت الحموي في وصفه جزيرة تَارَان في زمانه فقال «جزيرة في بحر القلزم بين القلزم وأيلة، يسكنها قوم من الأشقياء يقال لهم بنو جدّان، يستطعمون الخبز ممن يجتاز بهم، ومعاشهم السمك، وليس لهم زرع ولا ضرع ولا ماء عذب، وبيوتهم السفن المكسرة، ويستعذبون الماء ممن يمرّ بهم في الديمة، وربما أقاموا السنين الكثيرة ولا يمر بهم إنسان، وإذا قيل لهم: ماذا يقيمكم في هذا البلد؟ قالوا: البطن البطن أي الوطن الوطن قال أبو زيد: في بحر القلزم ما بين أيلة والقلزم مكان يعرف بتاران، وهو أخبث مكان في هذا البحر، وذاك أن به دوران ماء في سفح جبل، إذا وقعت الريح على ذروته انقطعت الريح قسمين فتلقي المركب بين شعبتين في هذا الجبل متقابلتين فتخرج الريح من كليهما كل واحدة مقابلة للأخرى، فيثور البحر على كل سفينة تقع في ذلك الدوران باختلاف الريحين فتنقلب ولا تسلم أبدا، وإذا كان الجنوب أدنى مهبّ فلا سبيل إلى سلوكه مقدار طوله نحو ستة أميال، وهو الموضع الذي غرق فيه فرعون وجنوده.».
وقد تكون تيران هي جزيرة «ايات اب» (اليونانية: Ἰωτάβη) التي ذكرها بروكوبيوس القيسراني والتي كانت محطة هامة للنقل التجاري البحري في هذه المنطقة، في سنة 473م حاكم عربي يدعى عمور-كيسوس (امرؤ القيس) سيطر على الجزيرة وفرض الضرائب، لكن الإمبراطورية البيزنطية بعد 25 عام استعادت السيطرة على الجزيرة ومنحت السكان حكم ذاتي وفرضت الضرائب على السلع المصدرة إلى الهند، حولي عام 534م أعاد البيزنطيون السيطرة مرة أخرى على الجزيرة من مجموعة من السكان المحليين الذين رفضوا دفع الضرائب. لا يوجد ذكر لجزيرة ايات اب بعد الفتح الإسلامي مما يعني أن الجزيرة كانت خالية من السكان في ذلك العصر.
في التاريخ الحديث وتحديداً في عام 1967 فقد قامت القوات المصرية بالنزول على جزيرتي تيران وصنافير وإغلاق مضيق تيران وكان هذا الإغلاق سبباً في نشوب حرب 1967، وخلال الحرب سيطرت القوات الإسرائيلية على جزيرتي تيران وصنافير وبقيت الجزيرتين تحت السيطرة الإسرائيلية حتى سنة 1982؛ حيث استبدلت القوات الإسرائيلية بقوات دولية متعددة الجنسيات بموجب اتفاقية كامب ديفيد.

## الجغرافيا

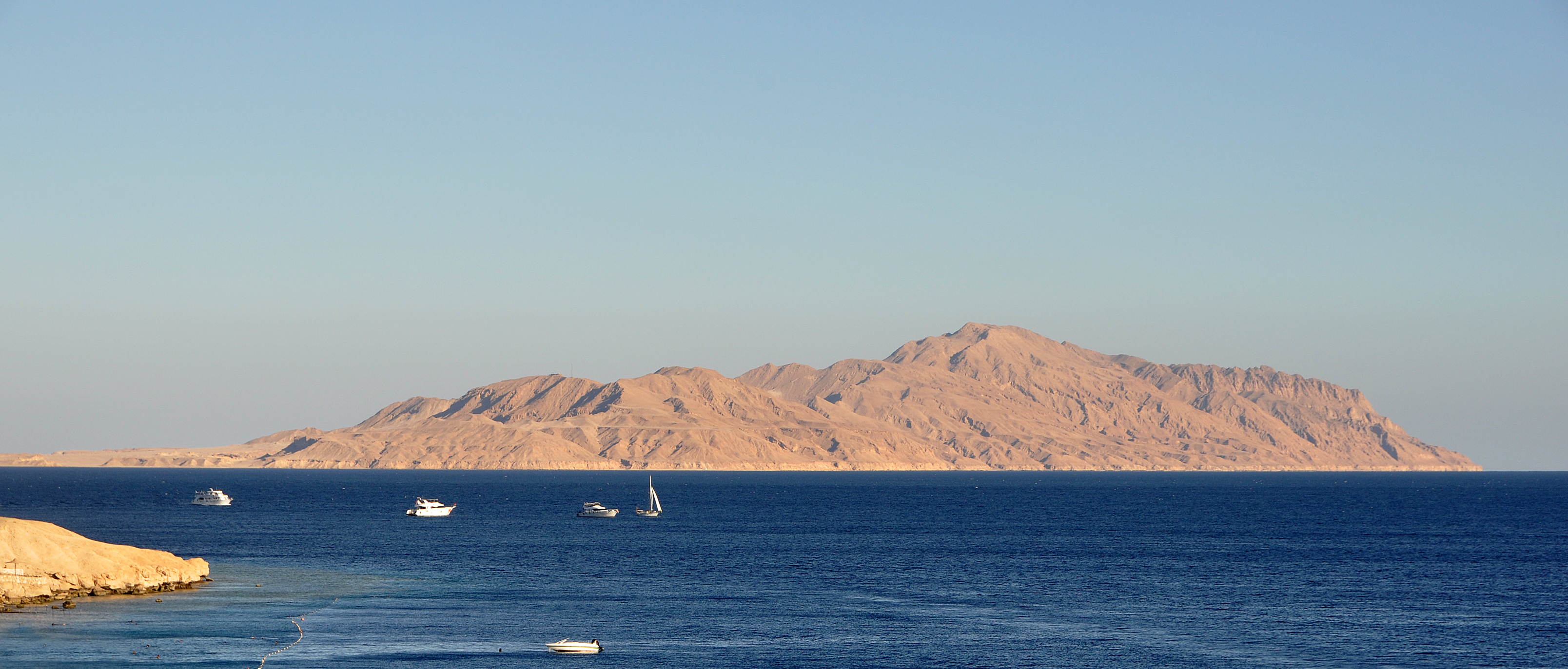
جزيرة تيران

تبعد جزيرة تيران 6 كم عن ساحل سيناء الشرقي وتبعد عن جزيرة صنافير بحوالي 2.5 كم، وتبلغ مساحتها 80 كم²، وهي من جزر الشعاب المرجانية العائمة. تتكون من صخور القاعدة الجرانيتية القديمة وتختفي تحت أغطية صخور رسوبية وتنحصر مصادر الماء في الجزيرة من مياه الأمطار والسيول الشتوية التي تتجمع في الحفر الصخرية التي كونتها مياه الأمطار والسيول الشتوية بإذابتها للصخور. تتصف مياه البحر حول الجزيرة في اتجاه الساحل السعودي بأنها ذات منسوب ضحل، يصل عمق المياه فيها من 10 إلى 20 متر، بينما يحدهما من الغرب وفي اتجاه السواحل المصرية مجرى ملاحي عميق يمر من أمام شرم الشيخ، ويصل عمقه في بعض الأماكن إلى أكثر من 200 متر وهو الممر الذي تعبر من خلاله الملاحة الدولية.
تصنع جزيرة تيران بجوار جارتها جزيرة صنافير ثلاثة ممرات من وإلى خليج العقبة، الأول منها بين ساحل سيناء وجزيرة تيران، وأقرب إلى ساحل سيناء، وهو الأصلح للملاحة عمقه 290 مترا وأسمه ممر «إنتربرايز»، والثاني أيضا بين ساحل سيناء وجزيرة تيران، ولكن أقرب إلى الجزيرة، وهو ممر «جرافتون»، وعمقه 73 متراً فقط، في حين يقع الثالث بين جزيرتي تيران وصنافير، وعمقه 16 متراً فقط.:3
تتناثر حول الجزيرة الشعاب المرجانية بكثرة والتي تنشط بها الحياة البحرية لأسراب الأسماك النادرة، وتعد مياه الجزيرة من الجهات المفضلة لهواة رياضة الغوص. ومن أشهر مناطق الغوص حول الجزيرة، منطقة شعاب مضيق تيران على مقربة من منطقة الغرقانة، التي يقصدها السياح في رحلات بحرية من منتجع شرم الشيخ في مصر للإبحار حولها والغوص والاستمتاع بالطبيعة، وقد سميت منطقة الغرقانة بذلك نسبة إلى سفينة تجارية ألمانية كانت قد غرقت نتيجة اصطدامها بالشعاب المرجانية وكان ذلك في الخمسينات الميلادية من القرن العشرين.
يبلغ عمق مياه خليج العقبة في منطقة جزيرة تيران حوالي 1800 متر، ويوجد بها أنواع نادرة من المخلوقات البحرية كسمكة نابوليون والسلاحف البحرية النادرة، كما أنه من المحتمل وجود أسماك القرش وأسماك شيطان البحر والباراكودا في المياه الأكثر عمقاً.

## السيادة على الجزيرة

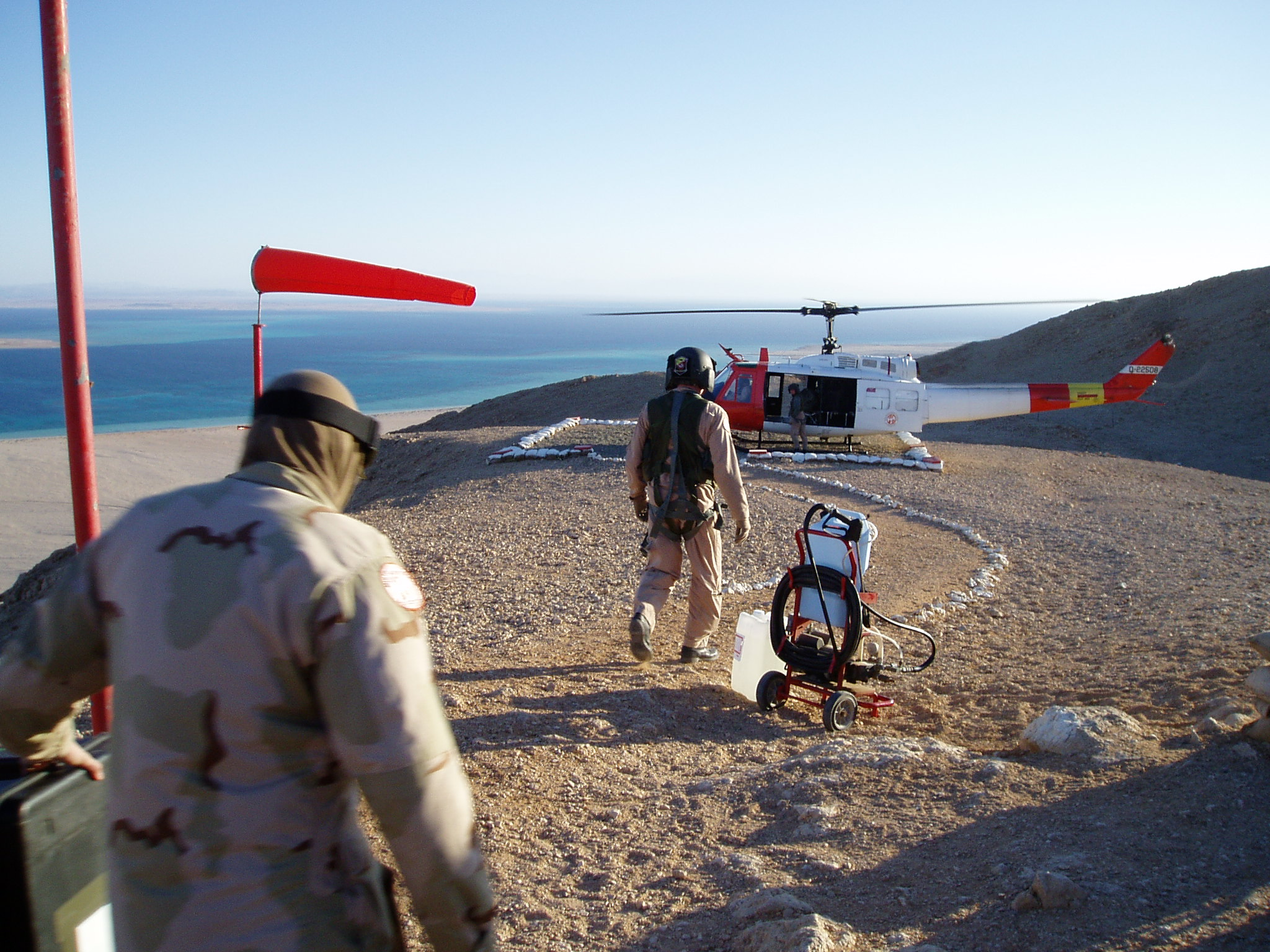
عناصر من القوة متعددة الجنسيات والمراقبون على جزيرة تيران المتواجدة بموجب معاهدة السلام خلال تبعية الجزيرة للإدارة المصرية، وتظهر في الخلفية الأراضي السعودية

أثارت اتفاقية تعيين الحدود البحرية بين مصر والسعودية جدلاً واسعاً داخل المجتمع المصري فيما عرف بقضية تيران وصنافير، لما يترتب عليها من وقوع جزيرة تيران وجارتها صنافير داخل الحدود البحرية السعودية، حيث ظهر اختلاف وجدل بين طوائف الشعب المصري حول هذه الاتفاقية، انقسموا بين معارضين ومؤيدين لسريانها. قام المعارضين برفع قضية لإلغاء هذه الاتفاقية أمام محكمة القضاء الإداري وانتهى هذا المسار إلى قرار المحكمة الإدارية العليا ببطلان هذه الاتفاقية، وبشكل موازي قام المؤيدين للاتفاقية برفع قضية أمام محكمة الأمور المستعجلة، وانتهى هذا المسار إلى إسقاط أسباب حكم المحكمة الإدارية العليا القاضي ببطلان توقيع الاتفاقية، واستمرار سريانها، ومع وجود حكمين قضائيين متناقضين وافق مجلس الوزراء المصري على الاتفاقية وأحالها إلى مجلس النواب في 29 ديسمبر 2016، الذي وافق عليها بدوره بعد تصويت أجري بالجلسة العامة في 14 يونيو 2017، وصدق عليها الرئيس عبد الفتاح السيسي في 24 يونيو 2017،  وفي 3 مارس 2018 قضت المحكمة الدستورية العليا بعد نظر النزاع بعدم الاعتداد بجميع الأحكام المتناقضة الصادرة من مجلس الدولة (محكمة القضاء الإداري، المحكمة الإدارية العليا) ومحكمة الأمور المستعجلة، في قضية ترسيم الحدود البحرية بين مصر والسعودية، ما يعني القضاء دستوريًا باستمرار تطبيق اتفاقية ترسيم الحدود البحرية بين مصر والسعودية وعدم تغير موقفها القانوني.
في ديسمبر 2022، قامت بمصر بتعطيل تنفيذ الصفقة بسبب خلافات حول المساعدات العسكرية الأمريكية للقاهرة حسب مصادر إسرائيلية.

## معرض صور

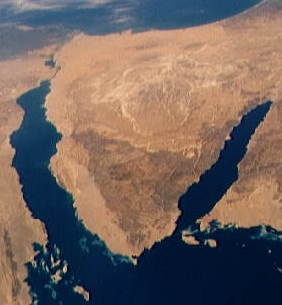
صورة التقطت بالقمر الصناعي لجزيرتي تيران وصنافير وشبه جزيرة سيناء
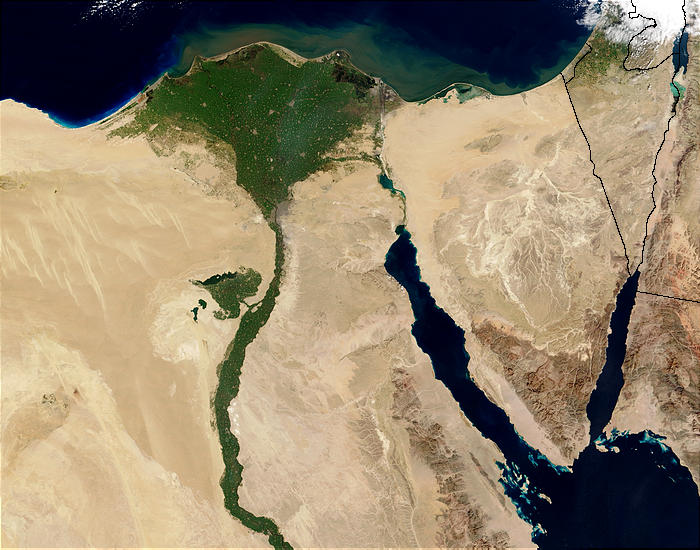
صورة التقطت بالقمر الصناعي لجزيرتي تيران وصنافير وشبه جزيرة سيناء
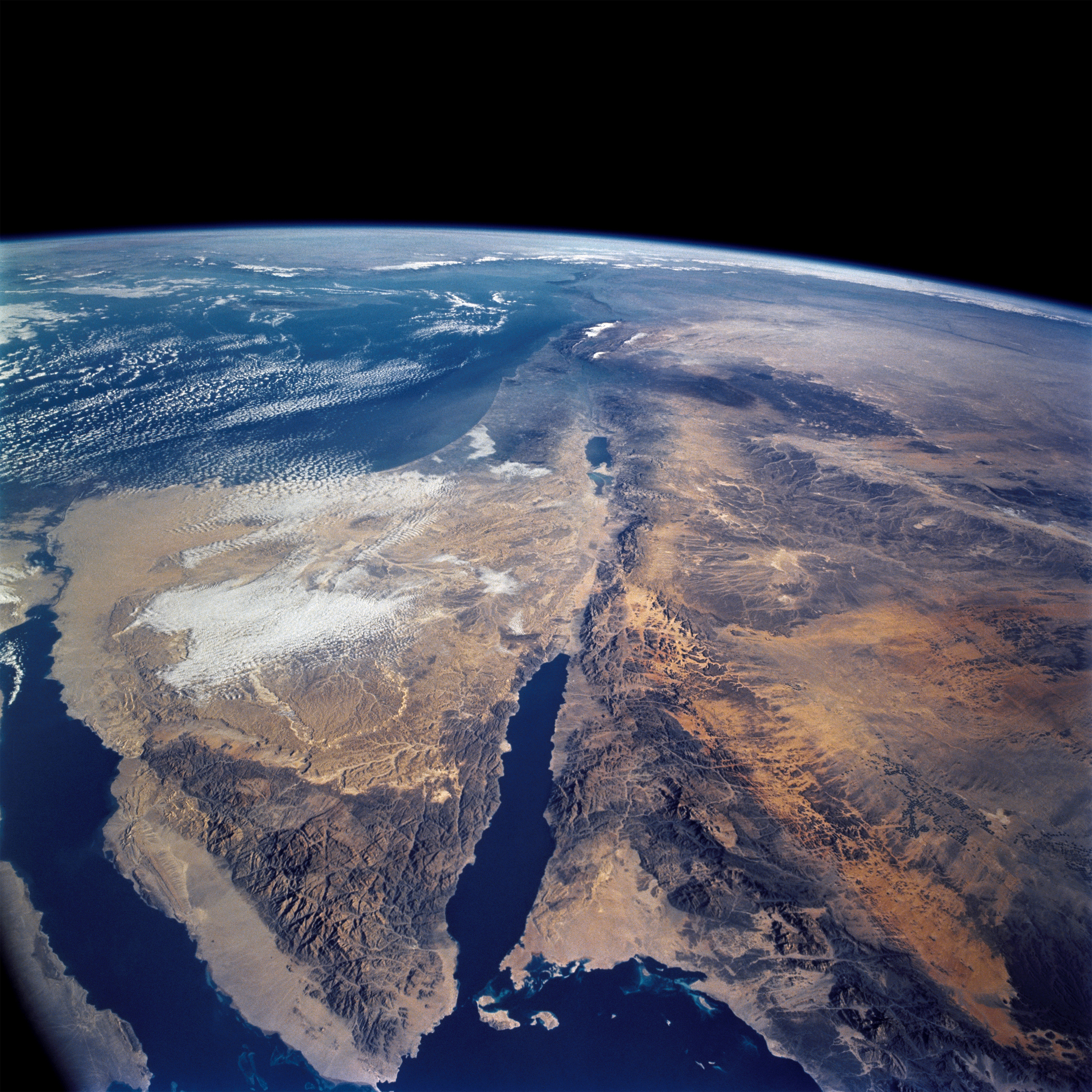
صورة التقطت بالقمر الصناعي لجزيرتي تيران وصنافير وشبه جزيرة سيناء
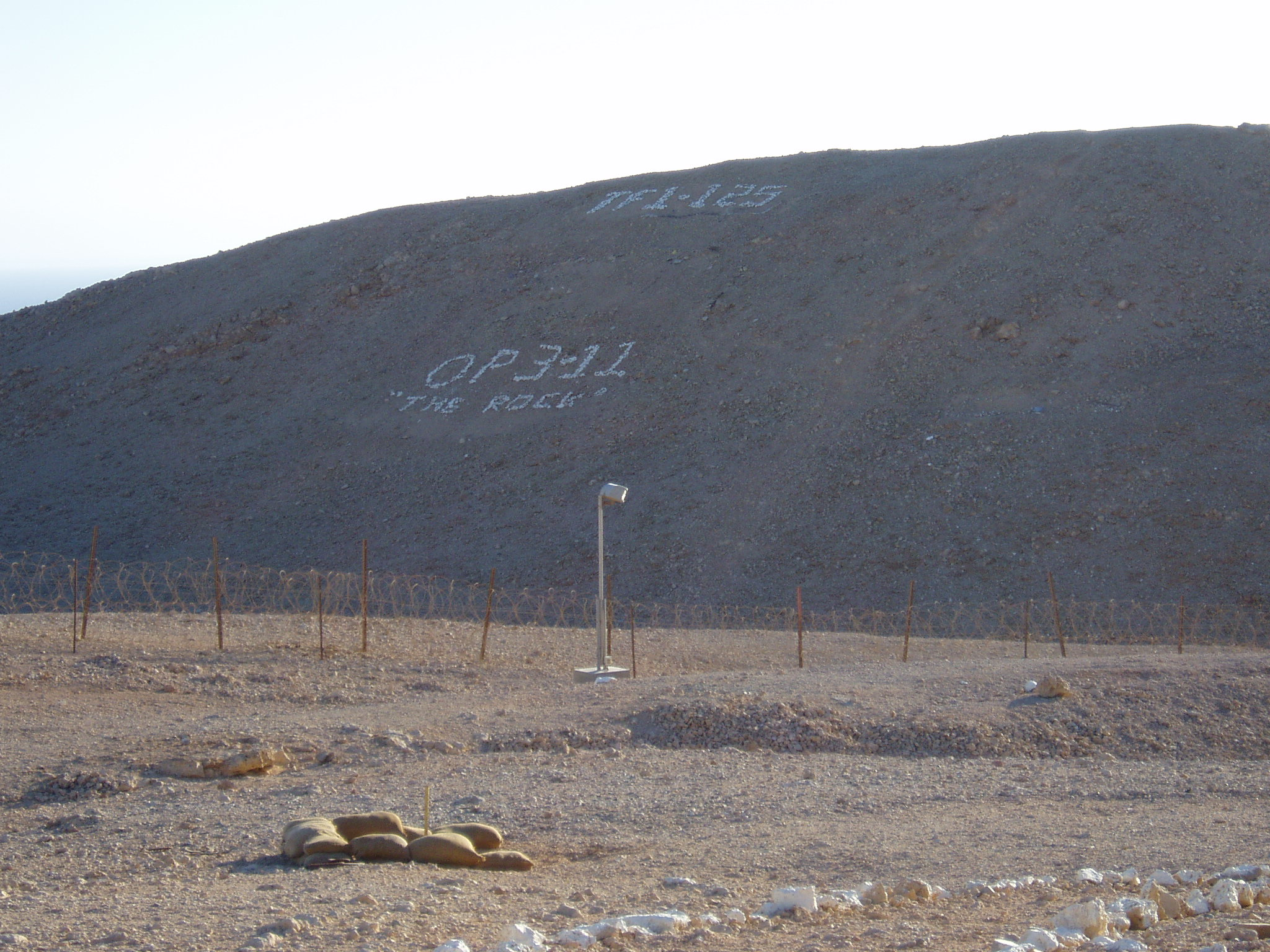
هضبة خارج منطقة هبوط القوات متعددة الجنسيات
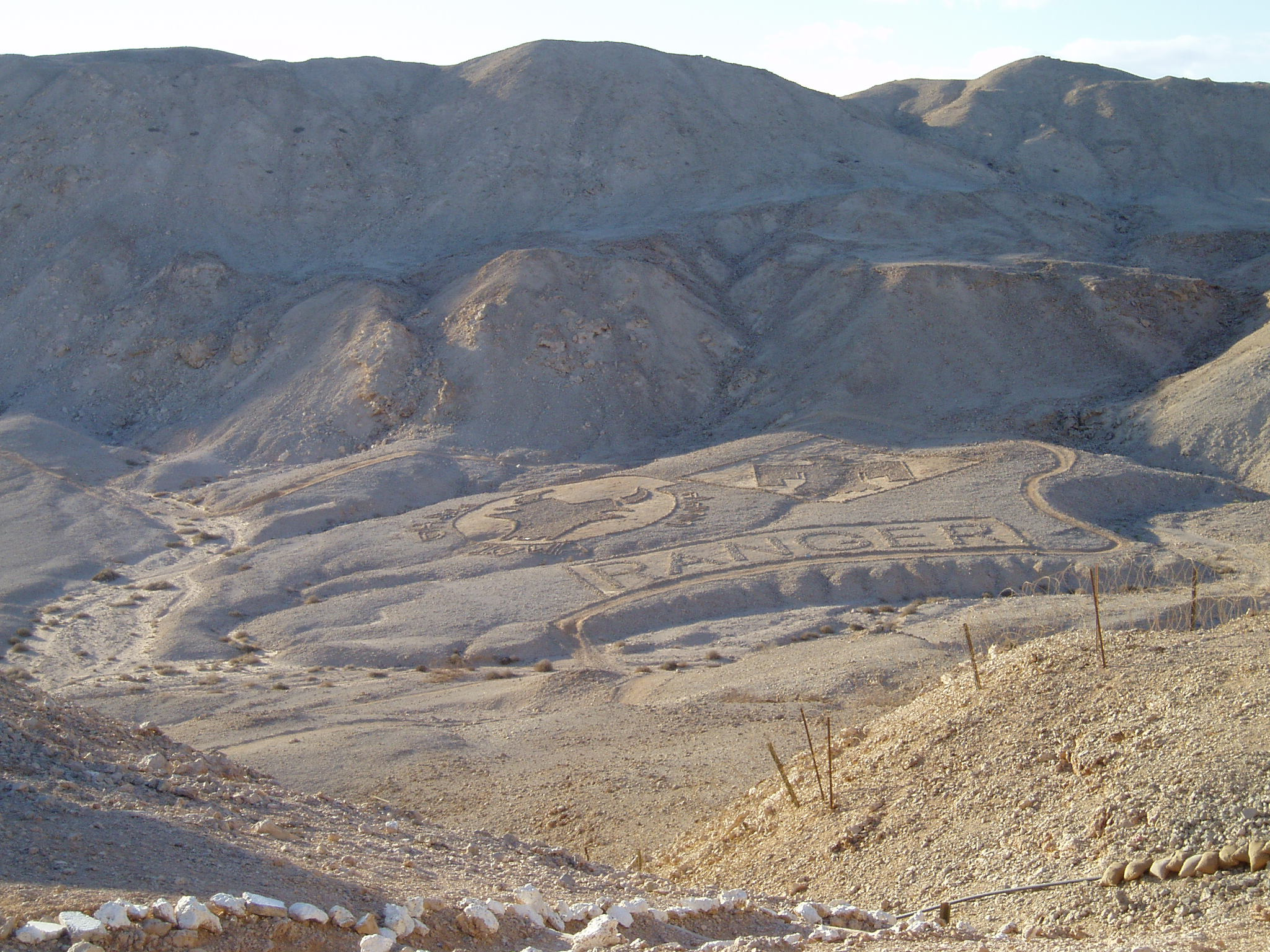
مسار للتدريب البدني للقوات متعددة الجنسيات
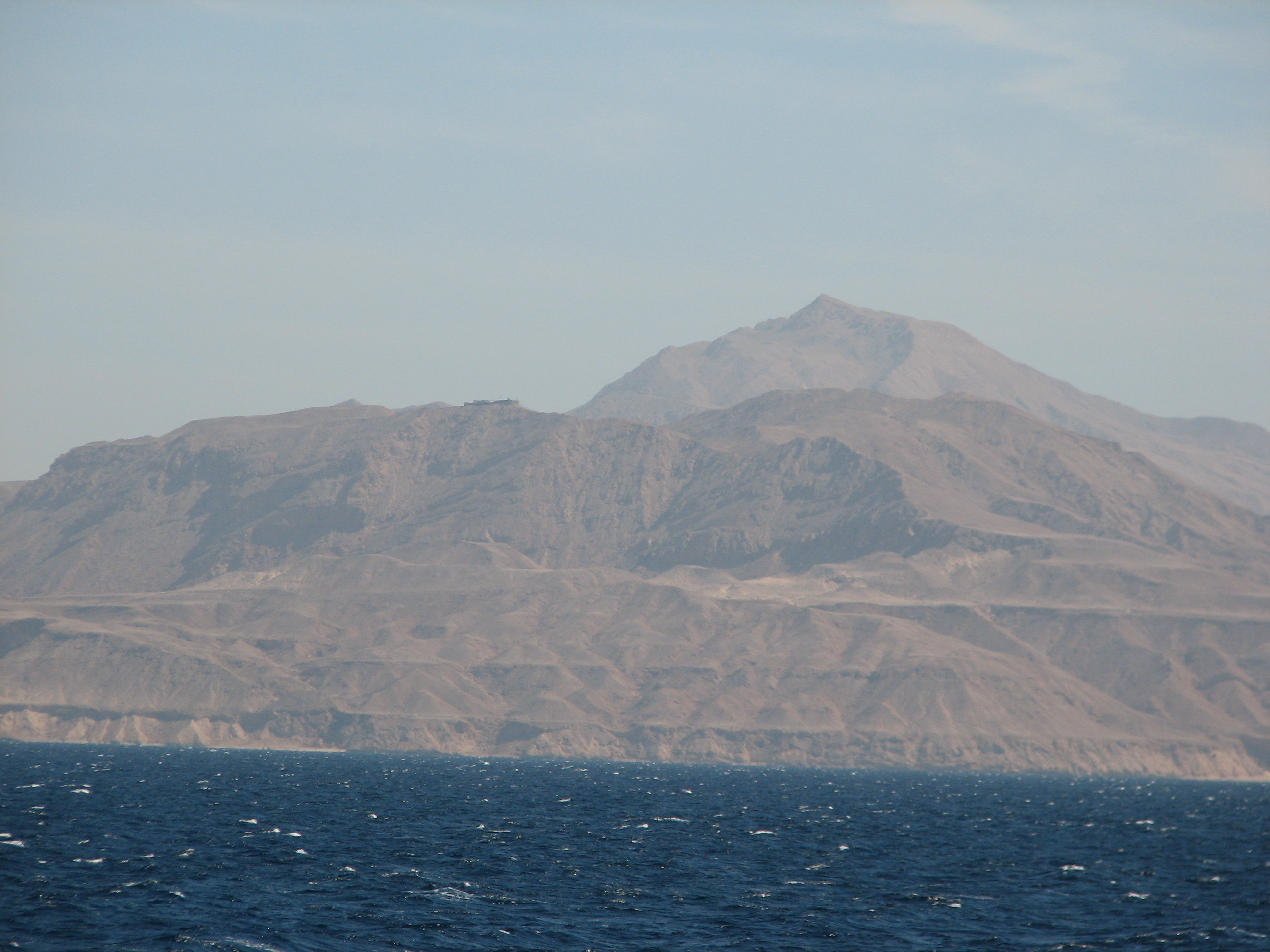
الجزيرة من البحر
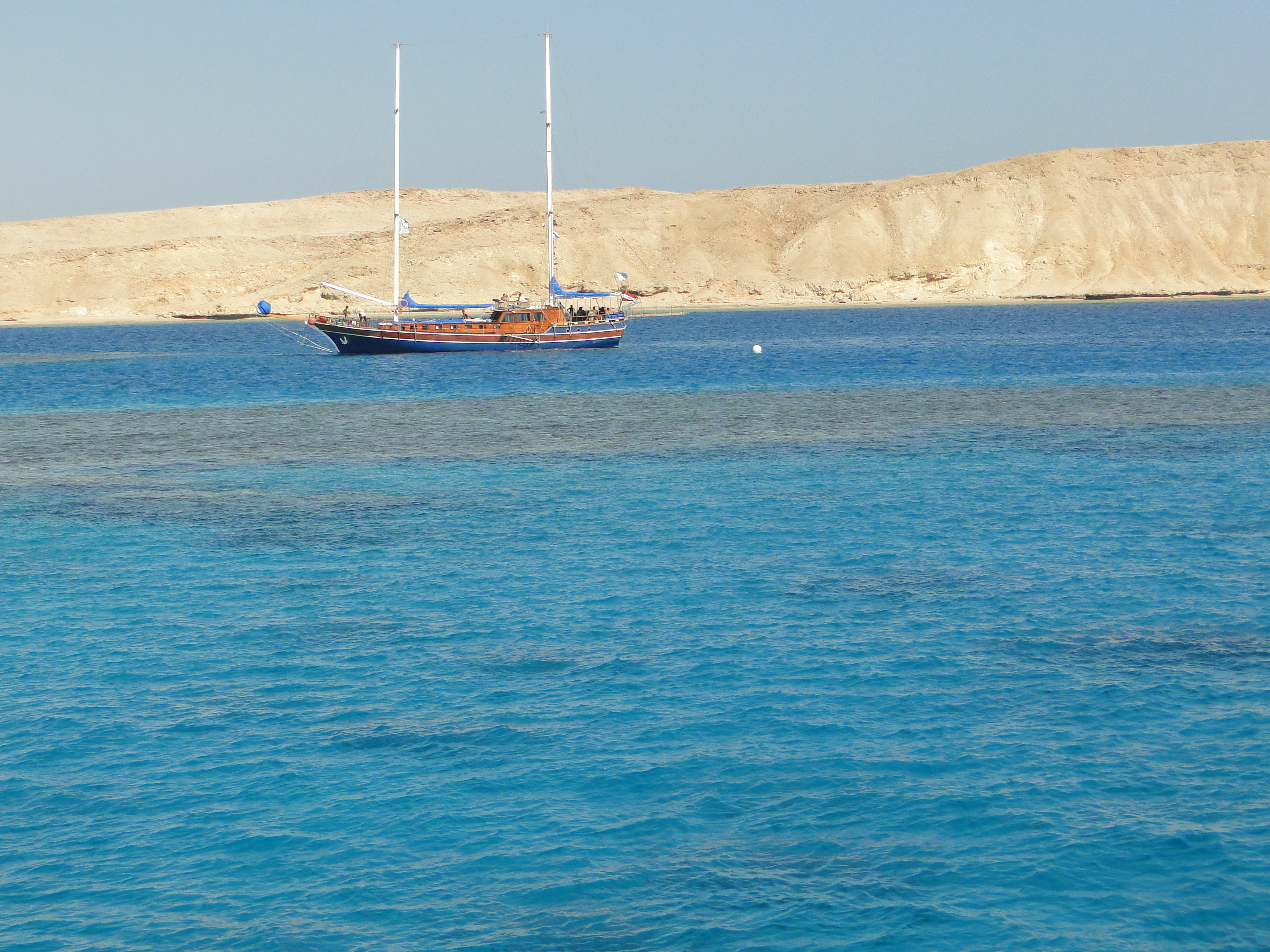
جزيرة تيران من البحر
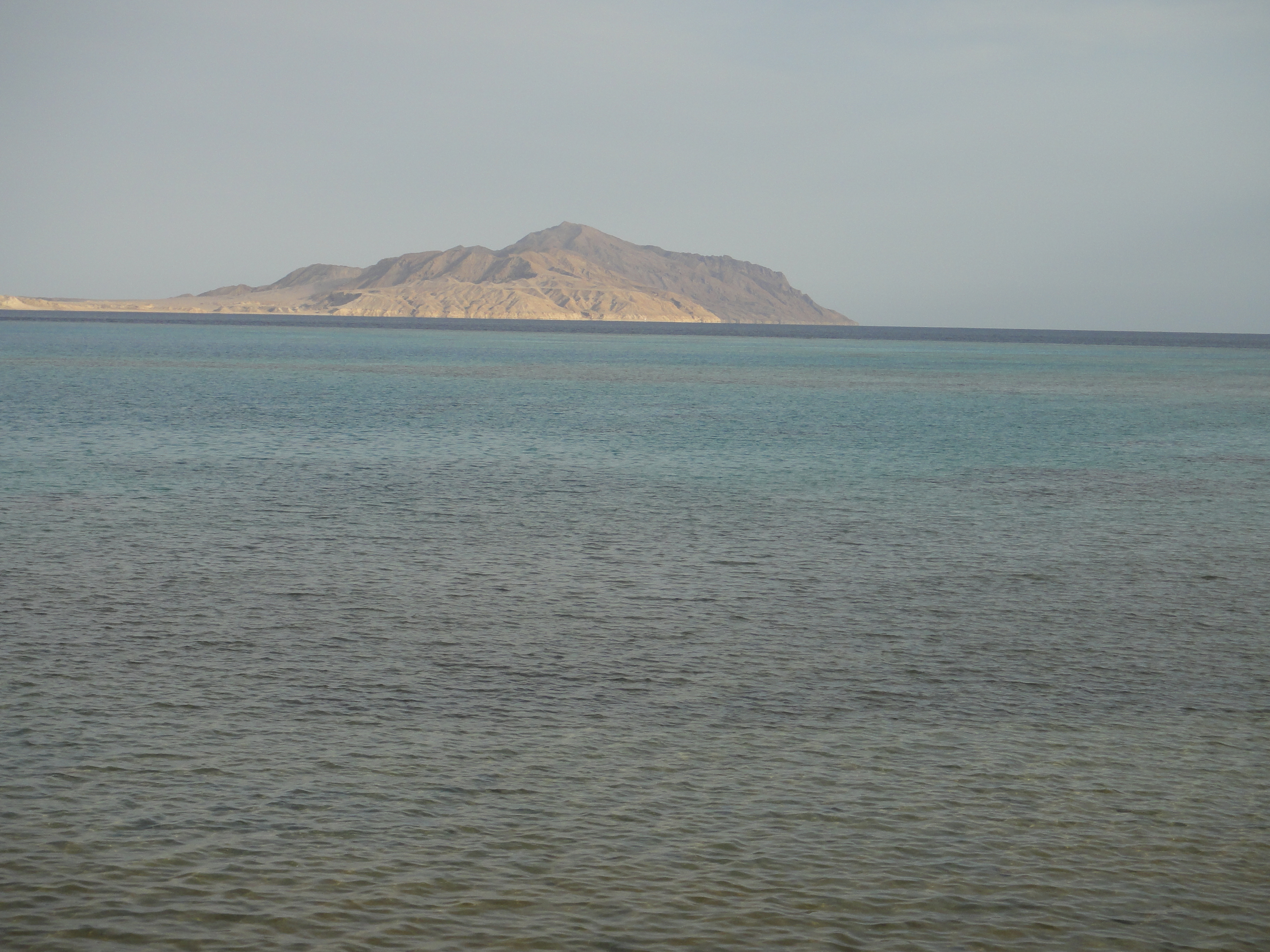
جزيرة تيران من البحر
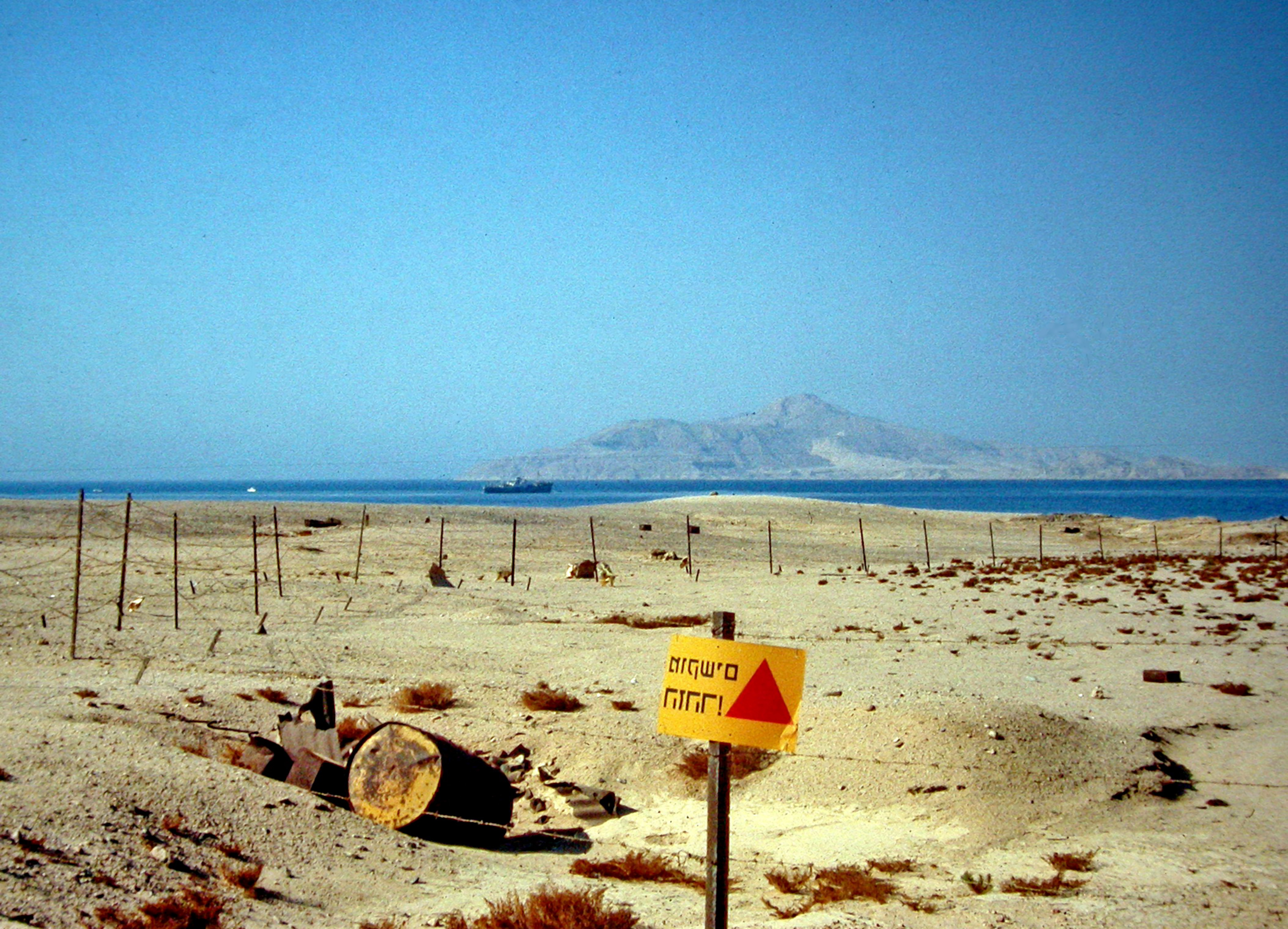
مضيق تيران عام 1981
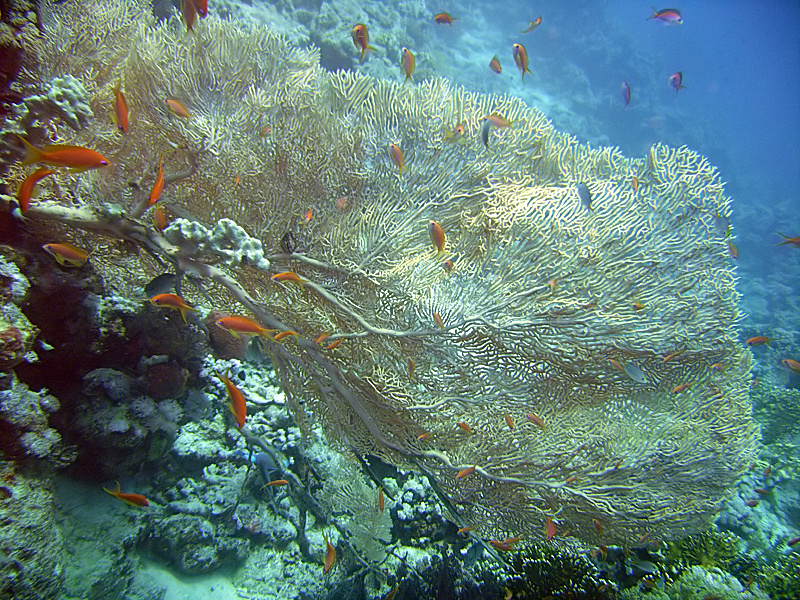
شعاب مرجانية
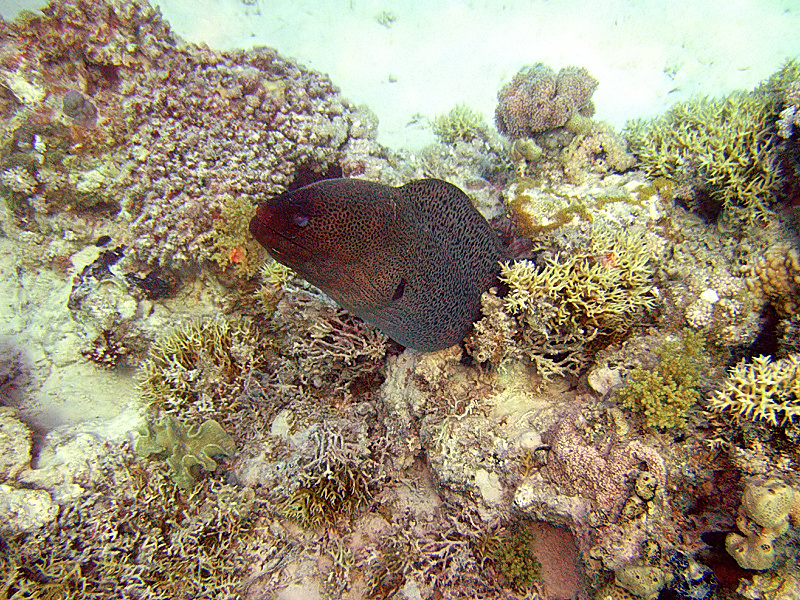
شعاب مرجانية
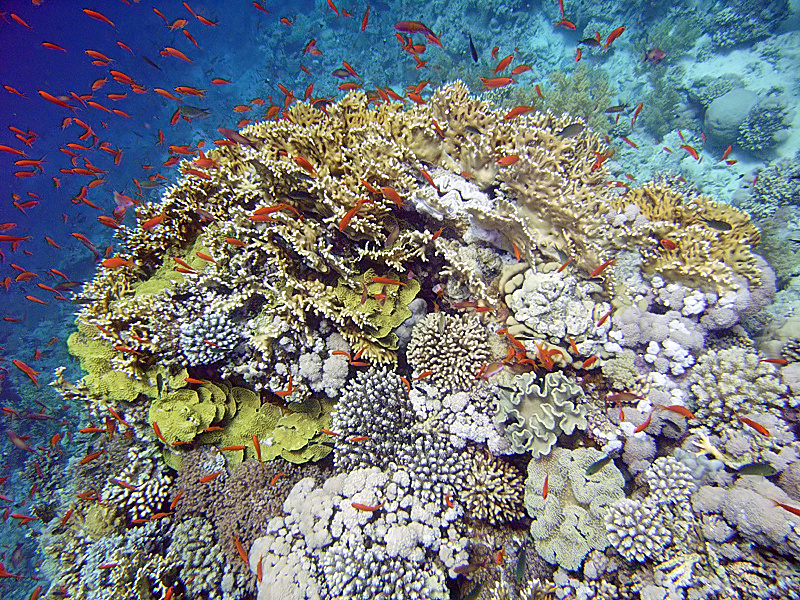
شعاب مرجانية
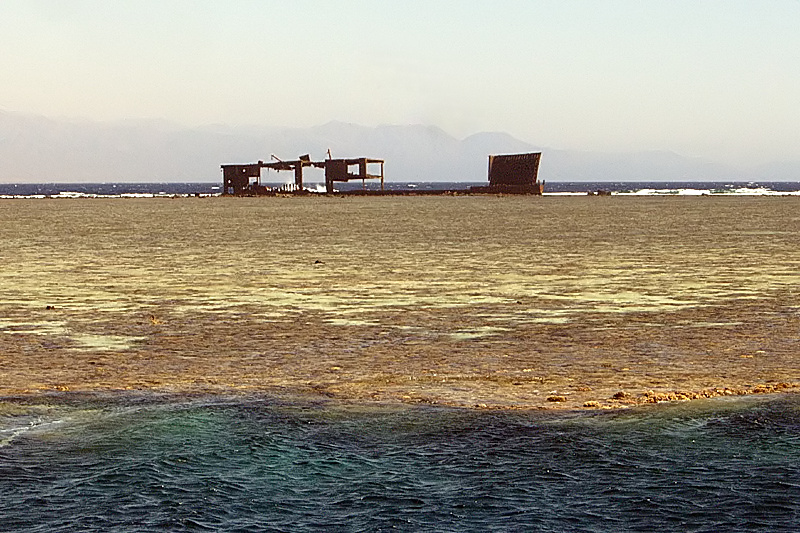
حطام السفينة "لارا" بالقرب من جزيرة تيران
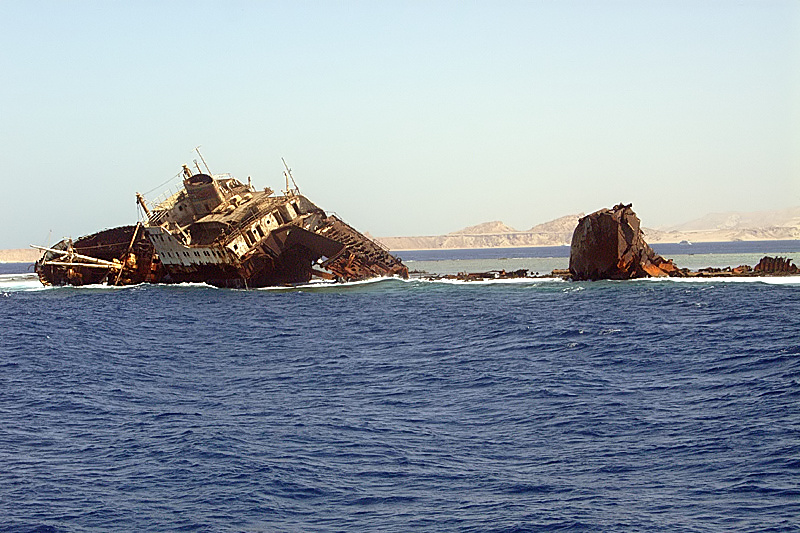
حطام السفينة "لوليا" بالقرب من جزيرة تيران
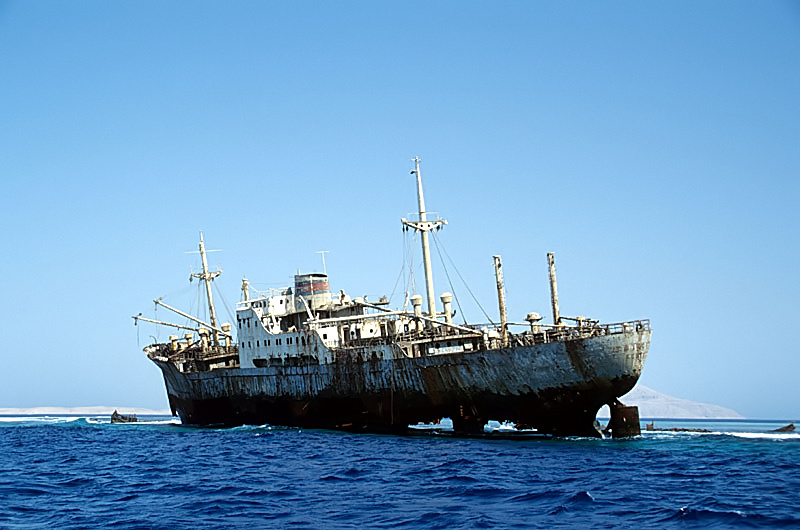
حطام السفينة "لوليا" بالقرب من جزيرة تيران
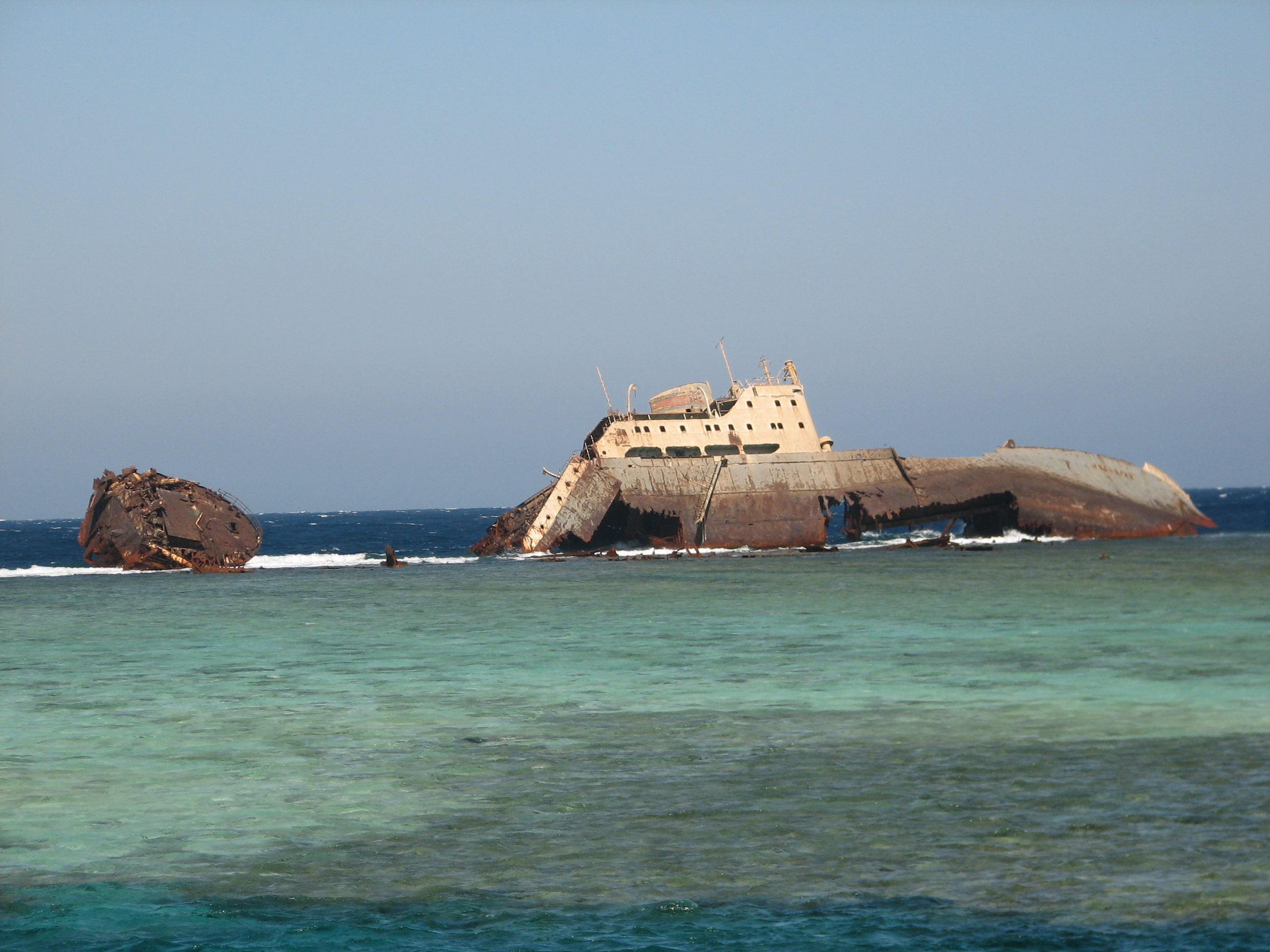
حطام سفينة بالقرب من جزيرة تيران
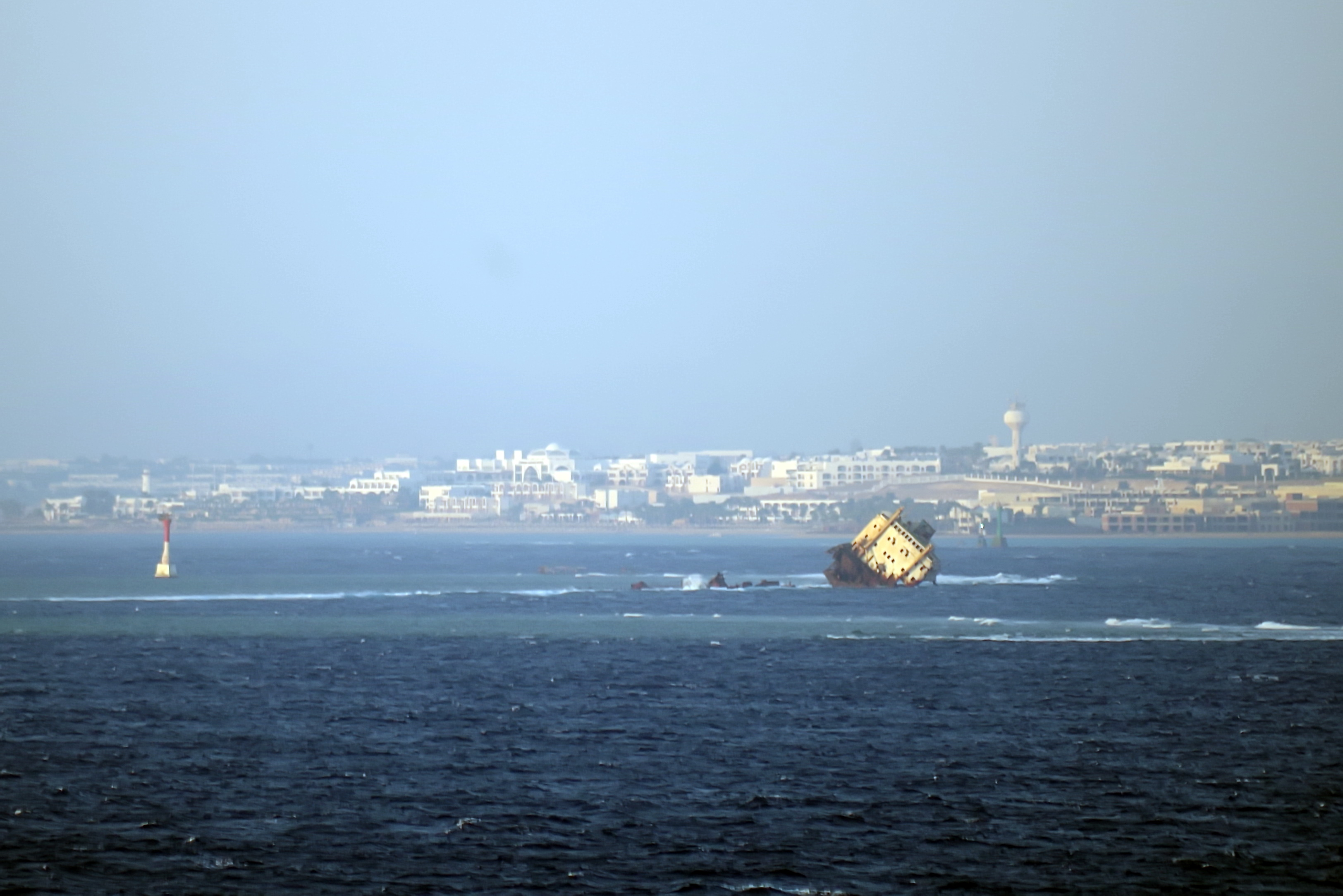
حطام سفينة بالقرب من جزيرة تيران
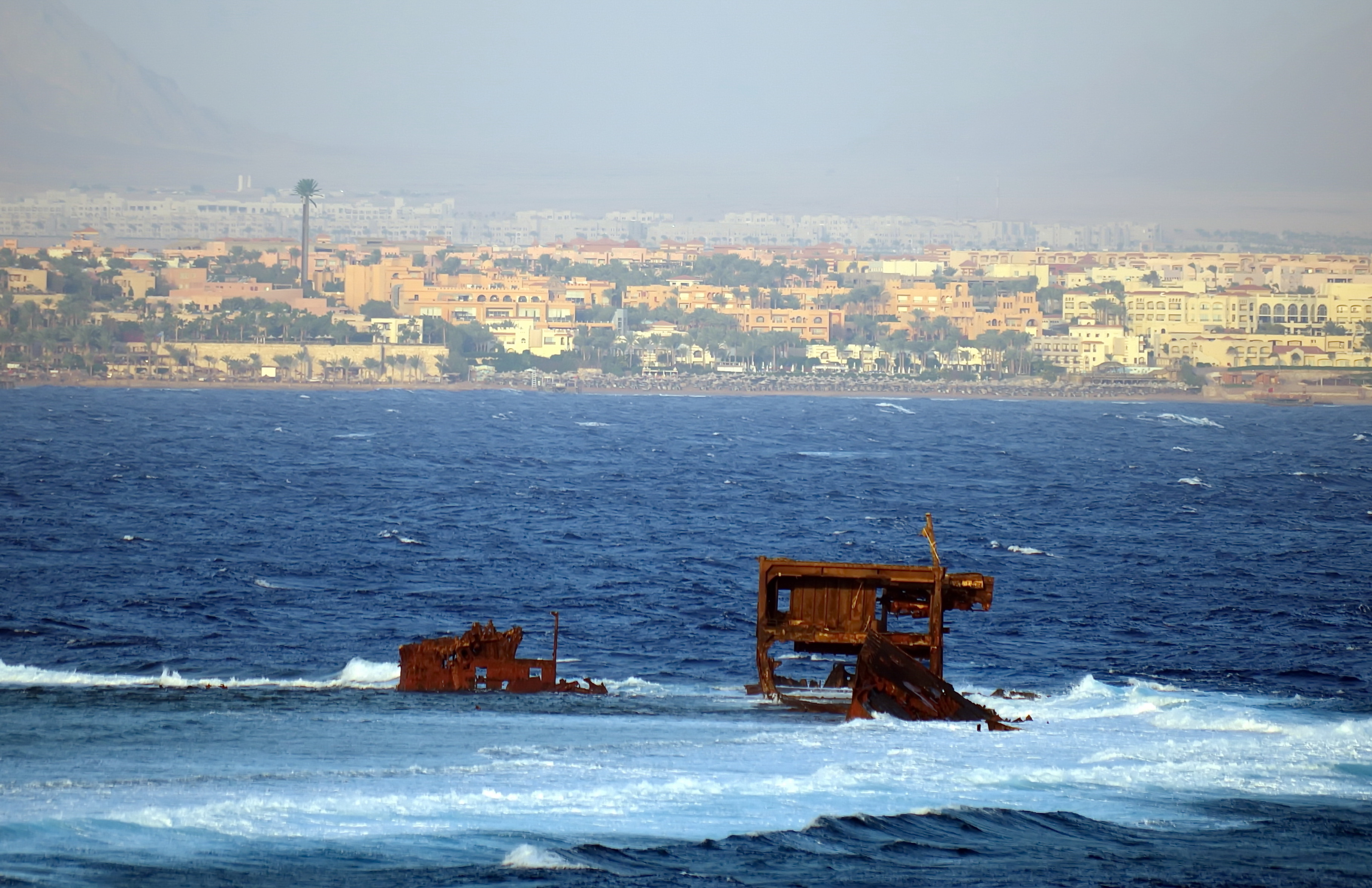
حطام سفينة بالقرب من جزيرة تيران